# Maljevac
Maljevac is een plaats in de gemeente Cetingrad in de Kroatische provincie Karlovac. De plaats telt 149 inwoners (2001).